# Brachionichthyidae
Brachionichthyidae – niewielka rodzina morskich ryb żabnicokształtnych (Lophiiformes) o wysokim ciele i bezłuskiej skórze pokrytej wyrostkami.

## Występowanie
Brachionichthyidae są endemitami występującymi w morzach od wschodniej Australii przez Wielką Zatokę Australijską po Tasmanię. Zasiedlają strefę bentalu w pobliżu wybrzeży, na głębokościach do 60 m.

## Taksonomia
Theodore Nicholas Gill w 1878 wyłonił w rodzinie Antennariidae podrodzinę Brachionichthyinae, do której zaliczył rodzaje Brachionichthys i Sympterichthys.  W 1918 McCulloch i Waite podnieśli Brachionichthyinae do rangi rodziny. W 2009 Last i Gledhill opublikowali rewizję rodziny oraz opisali nowe rodzaje i gatunki.

## Klasyfikacja
Rodzaje zaliczane do tej rodziny:
Brachionichthys — Brachiopsilus — Pezichthys — Sympterichthys — Thymichthys